# Station Magenta
Magenta is een ondergronds station aan lijn E van het RER-netwerk gelegen in het 10e arrondissement van Parijs. Het is genoemd naar de nabijgelegen Boulevard Magenta en ligt ten oosten van het Gare du Nord en ten westen van het Gare de l'Est. Tijdens de eerste plannen werd het station Nord-Est genoemd, naar het feit dat het tussen die twee stations ligt. 
Het station heeft drie toegangen, vanaf straat is het ondergrondse station bereikbaar via de Rue de l'aqueduc, de twee andere toegangen geven uit in de aanliggende Gare du Nord, zodat een vlotte transfer tussen langeafstandstreinverkeer en de voorstadstreinen in het station Magenta mogelijk is.

## Geschiedenis
Het station werd op 12 juli 1999 geïnaugureerd door de toenmalige Franse minister-president Lionel Jospin, twee dagen voordat het station voor reizigers werd geopend.

## De perrons
Het station Magenta heeft vier perrons, genummerd 51, 52, 53 en 54. Tijdens de daluren wordt perron 51 gebruikt voor treinen richting Chelles-Gournay en Villiers-sur-Marne - Le Plessis-Trévise, perron 53 voor treinen richting Tournan, en de perrons 52 en 54 voor treinen richting Haussmann Saint-Lazare.
In de spits wordt perron 51 gebruikt voor treinen richting Chelles-Gournay, perron 53 voor treinen richting Villiers-sur-Marne en Tournan, en de perrons 52 en 54 voor treinen richting Haussmann Saint-Lazare.

## Bestemmingen
Het station wordt aangedaan door treinen van de RER E. Bepaalde treinen rijden als sneltrein, en slaan daarbij een aantal stations over, maar alle treinen stoppen op station Magenta.

### Vorige en volgende stations
| Richting               | Vorig station          | Lijn  | Volgend station | Richting                                           |
| ---------------------- | ---------------------- | ----- | --------------- | -------------------------------------------------- |
| Haussmann Saint-Lazare | Haussmann Saint-Lazare | RER E | Rosa Parks      | Chelles-Gournay                                    |
| Haussmann Saint-Lazare | Haussmann Saint-Lazare | RER E | Rosa Parks      | Villiers-sur-Marne - Le Plessis-Trévise of Tournan |

## Multimodaal knooppunt
Ten oosten van het station Magenta liggen de Gare de l'Est en het metrostation Château-Landon. Deze twee zijn onderling verbonden door een ondergrondse passage die vlotte reizigersdoorgang biedt tussen het treinstation en het metrostation. 
In het kader van de modernisering van het overstappunt Gare du Nord - Gare de l'Est bipole heeft Île-de-France Mobilités in 2018 besloten om deze passage onder de Rue La Fayette en de Rue de l'aqueduc door te trekken tot aan het station Magenta, op zich reeds verbonden met de Gare du Nord. 
Eerdere pogingen dit 80 meter lange ontbrekende deel van de ondergrondse verbindingspassage te realiseren stoten evenwel op de complexiteit dat een riool en het kanaalaquaduct van het Canal de l'Ourcq een eenvoudige uitvoering verhinderen. Het Île-de-France Mobilités grijpt evenwel de nakende komst van de CDG Express in 2027 in de Gare de l'Est aan om de fondsen in te zetten de verbindingstunnel in 2028 te voltooien en zo ondergronds Gare du Nord, RER-station Magenta, Gare de l'Est (met liften naar de CDG Express perrons) en metrostation Château-Landon te verbinden. Op deze wijze zou tegen 2028 een multimodale hub ontstaan met een eenvoudige passage tussen drie Parijse treinstations en een metrostation.